# Ковила Браунера
{{#ifeq:0|0|{{#if:|{{#if:Stipabrauneri|[[]}}|}}}}
Ковила́ Бра́унера (Stipa brauneri) — багаторічна рослина родини тонконогових. Вид занесений до Червоної книги України у статусі «Неоцінений». Декоративна, кормова і протиерозійна культура.

## Опис
Трав'яниста рослина заввишки 30-80 см, що утворює дрібні, не надто щільні дернини, гемікриптофіт. Стебла під вузлами мають дрібне запушення. Стеблові листки завдовжки 7-13 см, завширшки до 1,4 мм. Їх піхви густо запушені м'якими тонкими волосками; язички по краю волосисті. Неплідні гони приблизно на третину коротші за стебла; пластинки листків знизу дрібнощетинисті; язички на верхівці обрублені, по краю з довгими волосками; піхви густо запушені дрібними волосками.
Суцвіття — волоть, що складається з 6-17 колосків. Її вісь запушена щетинкоподібними волосками; нижня квіткова луска майже повністю запушена, на верхівці з кільцем волосків (вінцем). Остюк у нижній закрученій частині голий, при достиганні плодів жовтуватий, у верхній частині — пірчастий.

## Екологія та поширення
Рослина світлолюбна, жаро- і посухостійка, віддає перевагу сухим, легким піщанистим та кам'янистим чорноземам. На цих типах ґрунтів витісняє інші види ковили, нерідко утворюючи асоціації з кострицею, астрагалом та іншими петрофітними (каменелюбними) рослинами. Ковила Браунера в порівнянні з іншими видами цього роду відносно стійка до весняних палів, викошування, добре відновлюється після поїдання худобою, тому нерідко домінує в травостої. Розмножується насінням.
Ендемік Східного і Північного Причорномор'я. Поширений у Криму, Передкавказзі і Закавказзі. В межах ареалу утворює численні, але невеликі за розміром популяції (в більшості випадків їх площа не перевищує декількох десятків гектарів).

## Значення і статус виду
Незважаючи на те, що ця рослина доволі поширена у кримських степах, вивчена вона недостатньо. На чисельність виду несприятливо впливають різноманітні порушення ґрунту, пов'язані з господарською діяльністю, надмірне випасання, заліснення. Для ефективного відтворення популяцій необхідна заборона оранки і забудови відкритих ділянок. Вид охороняється в Казантипському, Карадазькому і Опуцькому заповідниках.
Дернини ковили Браунера сприяють утворенню шару ґрунту на кам'янистих схилах, запобігають його ерозії. Крім того, цю рослини можна використовувати як кормову і декоративну.

## Систематика
В українських наукових колах ковила Браунера розглядається як окремий вид. За даними сайту The Plant List вона є синонімом ковили Лессінга — Stipa lessingiana Trin. et Rupr. subsp. brauneri Pacz.